# Прибутковий будинок Ц.А. Верле
Прибутковий будинок Ц.А. Верле — історичний будинок в місті Києві за адресою вулиця Хрещатик, 48.

## Історія
Будинок був зведений для купця Ц.А. Верле (швейцарець за походженням), який жив у Києві з кін. 50-х рр. XIX ст. Він мав також будинки на розі вулиць Хрещатик і М. Грушевського, де розташований сьогодні готель «Дніпро», та на розі вулиць Хрещатик і Трьохсвятительської). У часи незалежності будинок є офісним, з торговельними приміщеннями на першому поверсі.

## Опис
Прибутковий будинок Ц.А. Верле є зразком архітектури історизму в житловій забудові Києва. Разом з іншими будівлями кін. XIX ст. демонструє давню забудову Хрещатика.
Житловий будинок є має три цегляні поверхи та підвал. За формою близький до прямокутного. Перекриття дерев'яні. Дах бляшаний. Планування односекційне, не раз змінювалось.
Композиція чолового фасаду симетрично-осьова. Центральну вісь, де розташований прямокутний отвір проїзду у двір, виділено незначним ризалітом і завершено аттиком з лучковим фронтоном і півциркульним вікном. Пластичне вирішення чолового фасаду спирається на використання мотивів неоренесансу. Його площину прорізують симетрично розташовані прямокутні вікна в обрамленні простих лиштв. На другому поверсі над вікнами вміщено сандрики у вигляді поличок, на третьому – простінки між вікнами декоровано ліпленими рослинними гірляндами. В центральному ризаліті влаштовано балкони з ажурними металевими ґратами, в малюнок яких включено ініціали домовласника – «Ц. В.». Розвинутий фриз декоровано дощаними тригліфами. Карниз спрощений, у вигляді полички.